# Nord-Sud
Nord-Sud ist ein Gemälde aus dem Frühwerk von Joan Miró, das er in Barcelona zwischen 1916 und 1917, während des Ersten Weltkriegs, gemalt hat. Der Zeitpunkt entspricht dem Ende der Periode, die als fauvistische katalanische Periode bezeichnet wird, die etwa von 1910 bis 1917 bestand.
Miró war zu dieser Zeit beeinflusst vom Schock der vom Pariser Fauvismus ausgehenden Farben sowie vom Kubismus. Diese beiden künstlerischen Stilrichtungen, die lange Zeit als nicht vereinbar angesehen wurden, vermischte der Katalane jedoch in mehreren Stillleben.

## Hintergrund
Der Titel des Gemäldes beruht auf dem Titel einer literarischen Avantgarde-Zeitschrift: Nord-Sud war von Pierre Reverdy und Guillaume Apollinaire 1917 in Paris gegründet worden und wurde von vielen Katalanen in Barcelona gelesen, die sich für den Kampf der Franzosen gegen den Krieg engagierten. Zehntausend Katalanen hatten sich ihnen als Freiwillige angeschlossen.
Auch Joan Miró las aufmerksam das Journal Nord-Sud, das den Kubismus kritisierte. Der Künstler versuchte, den Einfluss von  Paul Cézanne und Vincent van Gogh zu überwinden, der den katalanischen Fauvismus stark prägte. Er erreichte es mit seinem Stillleben Nord-Sud. Die Definitionen Pierre Reverdys hatten ihn ermutigt, einen Mittelweg zwischen Kubismus, Fauvismus und weiteren gerade entstehenden Stilen zu finden.

## Beschreibung
Auf einem runden Tisch liegt in der Mitte das gefaltete Journal Nord-Sud, dessen Titel in großen Lettern zu lesen ist. Links steht ein Krug mit zwei Henkeln, geschmückt mit blauen Voluten, unter ihm konzentrische Kreise in verschiedenen Farben, die an die ersten Versuche im Stil des Simultanéismus von Robert und Sonia Delaunay erinnern, die zu dieser Zeit in Katalogen veröffentlicht worden waren. Vor dem Journal liegt eine Birne, ein Fisch mit bunten Streifen, eine Schere und ein Buch von Gœthe, dessen Titel nicht lesbar ist, möglicherweise seine Farbenlehre. Rechts hinten steht ein Vogelkäfig und hinter dem Journal links ein Blumentopf. Das Bild ist am linken unteren Rand mit „Miró“ signiert.
Das Gemälde gehört zur Privatkollektion der Galerie Maeght, Paule et Adrien Maeght, in Paris.